# 石井铺镇
石井铺镇，原为石井铺乡，是中华人民共和国四川省广元市昭化区曾经下辖的一个镇。2019年12月，撤销石井铺镇，将原石井铺镇石井铺社区、石井村、龙口村、新场村、元柏村、板庙村、茶店村、肖家寨村、庙儿顶村所属行政区域划归卫子镇管辖，原石井铺镇长岭村、八庙村所属行政区域划归柏林沟镇管辖。

## 行政区划
石井铺镇撤销前下辖以下地区：
石井铺乡社区、庙儿顶村、长岭村、茶店村、新场村、元柏村、石井村、板庙村、肖家寨村、八庙村和龙口村。